# Hidasnémeti
Hidasnémeti (slovensky Hidaš Nemta či Nemnica) je obec v Maďarsku v župě Borsod-Abaúj-Zemplén v okrese Gönc.
Má rozlohu 1608 ha a žije zde 1165 obyvatel (2015). V obci se nachází pohraniční stanice na mezistátní železniční trati Košice – Hidasnémeti.